# Anomalopus leuckartii
Anomalopus leuckartii — вид сцинкоподібних ящірок родини сцинкових (Scincidae). Ендемік Австралії. Вид названий на честь німецького зоолога Рудольфа Лейкарта.

## Поширення і екологія
Anomalopus leuckartii мешкають на південному сході Квінсленду та на північному сході Нового Південного Уельсу. Вони живуть в евкаліптових і каллітрісових рідколіссях та в сухих склерофільних лісах, серед повалених дерев і хмизу, трапляються в садах. Ведуть риючий спосіб життя.